# Cratere Justina
Justina è un cratere sulla superficie di 4 Vesta.